# Artenara
Artenara è un comune spagnolo di 1 319 abitanti situato nella comunità autonoma delle Canarie.